# PGK Centrum II
PGK Centrum II – wysokościowiec w Poznaniu o wysokości 52,2 metrów. Znajduje się na Marcelinie na terenie osiedla samorządowego Ławica przy ulicy Marcelińskiej.
Został wybudowany w latach 2002-2003. Został zaprojektowany przez firmę CDF Architekci, a inwestorem jest PGK CENTRUM Sp. z o.o.
Koszt inwestycji (nie wliczając prac wykończeniowych) wyniósł około 40 mln zł. Wieżowiec Centrum II ma 12 pięter nadziemnych z przeznaczeniem na biura i 3 kondygnacje podziemne, na których znajdują się miejsca parkingowe. Również przed wejściem do wieżowca jest parking, łącznie jest 420 miejsc parkingowych. Jego powierzchnia wynosi 14300 m².